# Astrid Hjertenæs Andersen
Astrid Hjertenæs Andersen (Horten, 5 de septiembre de 1915 - Re, 21 de abril de 1985) fue una escritora y poeta noruega; una de sus primeras publicaciones fue la colección De ville traner en 1945. Fue una de las poetisas más destacadas de las décadas de 1940 y 1950 junto a Astrid Tollefsen, Magli Elster y Marie Takvam. Reconocida como una de las principales poetisas de la postguerra, en 1984 recibió el Premio Dobloug de la Academia Sueca.

## Obra
- De ville traner – poemario (1945)
- De unge søylene – poemario (1948)
- Skilpaddehagen – poemario (1950)
- Strandens kvinner – poemario (1955)
- Vandrersken – poemario (1957)
- Pastoraler – poemario (1960)
- Treklang – colección de poemas (1963) (en coautoría con Astrid Tollefsen y Gunvor Hofmo)
- Frokost i det grønne – poemario (1964)
- Dr. Gnomen – poemario (1967)
- Hyrdefløyten – epistler fra Algerie – reiseskildring 1968)
- Som en vår – poemario i utvalg (1970)
- Rosenbusken – poemario (1972)
- Svaner og nåtid – epistler fra Island – cuaderno de viaje (1973)
- Et våroffer – poemario (1976)
- De tyve landskaper – poemario (1980)
- Samlede dikt – poemario (1985)